# Gran Premio de Francia de 2008
El Gran Premio de Francia de 2008, conocido oficialmente como XCIII Grand Prix de France, fue la octava prueba de la temporada 2008 de Fórmula 1 y se llevó a cabo en el circuito de Nevers Magny-Cours, situado en las cercanías de las localidades francesas del mismo nombre, entre los días 20 y 22 de junio de 2008.
Felipe Massa, tras salir desde la segunda plaza, acabó en primera posición después de las setenta vueltas que duró la carrera. Mientras tanto, Kimi Räikkönen, que había partido desde la pole position, fue segundo y Jarno Trulli, tercero. De este modo, Ferrari consiguió el tercer doblete de la temporada.
En la edición anterior de este Gran Premio, Räikkönen se había alzado con la victoria, acompañado en las posiciones de podio por Massa y Lewis Hamilton.
El Gran Premio se dividió en cinco sesiones. El primer día, el viernes, se llevaron a cabo dos sesiones de entrenamientos libres, mientras que el sábado por la mañana los pilotos completaron la tercera. Ese mismo día se disputó la sesión de clasificación, que sirvió para dilucidar las posiciones desde las que partió cada piloto al inicio de la carrera. Räikkönen obtuvo el tiempo más rápido y, consecuentemente, salió el domingo desde la primera plaza.
La victoria de Massa le otorgó el liderato del Campeonato de pilotos por primera vez en su carrera, delante de Robert Kubica. Este era segundo, a dos puntos del piloto brasileño, mientras que Räikkönen, tercero. En lo que respecta al Campeonato de constructores, Ferrari aumentó su renta de puntos sobre BMW Sauber y McLaren, que ahora estaban a diecisiete y 33 puntos, respectivamente.

## Desarrollo

### Contexto
En este Gran Premio participaron un total de veinte pilotos representantes de diez equipos, conocidos como «constructores». Estos constructores fueron Ferrari, McLaren-Mercedes, Renault, Honda, Force India-Ferrari, BMW Sauber, Toyota, Red Bull-Renault, Williams-Toyota y Toro Rosso-Ferrari. El fabricante de neumáticos Bridgestone proporcionó dos tipos diferentes de compuestos para esta carrera: el más blando de los dos estaba marcado por una raya blanca en una de sus ranuras.
Antes de la carrera, Robert Kubica, piloto de BMW, era el líder del Campeonato de pilotos con 42 puntos, por delante de Lewis Hamilton, de McLaren, y Felipe Massa, de Ferrari, que tenían ambos 38. El compañero de equipo de Massa, Kimi Räikkönen era cuarto, seguido por Nick Heidfeld en el quinto puesto. En lo que respecta al Campeonato de constructores, Ferrari, con 73 puntos, tenía una ventaja de tres con BMW Sauber. Por detrás, en la tercera posición, McLaren estaba a diecisiete puntos.
Ferrari afrontaba esta carrera tras una larga racha de buenos resultados en este circuito, consistente en siete victorias de las últimas diez en Magny-Cours. En 2007, Ferrari había obtenido un doblete, con Räikkönen por delante de Massa. No obstante, el piloto brasileño advirtió que no había que olvidarse de McLaren y BMW:

En años anteriores, la gente solía decir que tanto Canadá como Mónaco eran mejores circuitos para McLaren, mientras que Francia y Gran Bretaña lo eran para Ferrari. Sin embargo, pienso que ese no es el caso de esta temporada porque, además de otros factores, también debemos tener en cuenta a BMW. Este año en Mónaco, Ferrari acaparó la primera línea de la parrilla de salida, a pesar de que opino que teníamos más carga de combustible que McLaren, y en Canadá nuestro ritmo fue igualmente muy bueno. En otras carreras hemos estado todos muy igualados.

En marzo de 2007, la Fédération Française du Sport Automobile (FFSA) había manifestado su intención de retirar el circuito del campeonato de Fórmula 1 en la temporada 2008. No obstante, la carrera se celebró finalmente y fue en 2009 cuando se retiró del calendario.
En la carrera anterior en Canadá, Hamilton había colisionado con Räikkönen en la calle de boxes cuando este estaba parando delante del semáforo rojo. El piloto de Williams Nico Rosberg también se tocó con Hamilton después de que él impactara contra Räikkönen. Hamilton se disculpó más tarde diciendo que no había visto el semáforo a tiempo y no había podido evitar el choque con el Ferrari. Tanto Hamilton como Rosberg recibieron una sanción de diez plazas en la parrilla de salida del Gran Premio de Francia, por lo que, fuera cual fuese su posición en la sesión de clasificación, no podrían partir de una mejor que la undécima en la carrera. Tras conocerse la penalización, el director de McLaren, Martin Whitmarsh, dijo sobre ella que era excesiva y mencionó un incidente similar en el circuito de Mónaco en el que Räikkönen había colisionado con la parte trasera del Force India de Adrian Sutil. En ese caso, no había habido penalización alguna. Sin embargo, Rosberg admitió que era algo merecido. Cuando los periodistas le preguntaron a Hamilton si este contratiempo le obligaría a cambiar su estrategia, el piloto contestó que «no necesariamente. Es una carrera, estoy aquí para ganar, por lo que la voy a afrontar de la misma manera. Va a ser más duro», añadió, «porque tengo que comenzar desde atrás, pero no tengo ninguna duda y no estoy preocupado. Creo que el coche estará mejor que en la anterior carrera y, con ese ritmo, mientras nos quedemos alejados de los problemas, deberíamos ser capaces de conseguir unos valiosos puntos».
El piloto de Renault Nelson Piquet, Jr., para el que esta temporada era la primera en la Fórmula 1 y no había conseguido puntos antes de esta carrera, dijo que creía que esta pista se adaptaba a su coche y a su forma de conducir mucho mejor que cualquier carrera anterior. BMW Sauber había conseguido su primera victoria en la ronda previa, pero su director Mario Theissen admitió que no era muy probable que pudiesen optar a una segunda consecutiva en Magny-Cours.
En lo que respecta a los avances técnicos, tanto BMW Sauber como Ferrari, McLaren y Toyota habían revisado sus alerones delanteros. BMW, además de la versión nueva, también trajo la antigua, aunque finalmente decidió emplear la revisada, ya que ofrecía mejores niveles de carga aerodinámica. Los cambios en el elemento de Ferrari pretendían mejorar el rendimiento del agujero que tiene el mismo. Este agujero, que se había usado por primera vez en el Gran Premio de España, tenía como objetivo crear niveles de carga aerodinámica más altos mediante la canalización de las corrientes de aire que expulsaba el monoplaza. Williams, por su parte, modificó sus alerones laterales. Para la cita anterior, el equipo Red Bull había hecho algunas modificaciones en el borde del alerón del RB4 para evitar que se doblase y cumplir así con las nuevas normas establecidas. Para esta carrera, el equipo austriaco revisó la sección central del accesorio con el fin de, al igual que otros conjuntos, mejorar los niveles de carga aerodinámica.

### Entrenamientos libres y clasificación

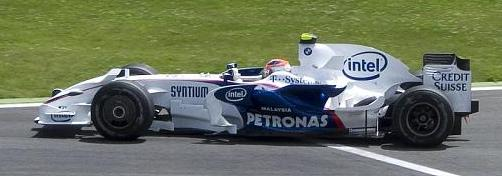
Robert Kubica era el líder del Campeonato de pilotos antes del comienzo de esta carrera, pero solo pudo obtener un séptimo puesto en la sesión de clasificación.

Se celebraron un total de tres sesiones de entrenamientos libres antes de la carrera del domingo, dos el viernes y la tercera el sábado. El viernes, ambas sesiones tuvieron una duración de 90 minutos, mientras que la tercera se llevó a cabo la mañana del sábado y duró una hora. La primera de ellas, que se disputó sobre el asfalto seco, el corredor de Ferrari Felipe Massa fue el más rápido, por delante de los McLarens de Hamilton y Kovalainen, que se situaron en la segunda y tercera posición respectivamente. Räikkönen, el compañero de equipo de Massa, obtuvo el cuarto mejor tiempo. A la tarde, en una tanda en la que los corredores pilotaron en un ambiente muy caluroso, Fernando Alonso se hizo con el primer puesto, seguido de los dos pilotos de Ferrari. El calor causó diferentes problemas para los participantes y varios coches se salieron del trazado, deslizándose por la grava o bien trompeando en el asfalto. Al final de la sesión, se probó un nuevo sistema diseñado para limitar la velocidad de los vehículos en situaciones potencialmente peligrosas. En la última sesión de libres, marcada de nuevo por la sequedad de la pista, Renault continuó con su dominio y Piquet lideró la tabla de tiempos. El Red Bull de Mark Webber fue el siguiente más rápido, seguido del Toro Rosso de Sebastian Vettel. Al igual que durante toda la temporada 2008, McLaren y Ferrari cargaron los depósitos con mucho combustible con la vista puesta en la parte final de la clasificación.
La clasificación, que se celebró el sábado por la tarde, estuvo dividida en tres partes. En el primer periodo de veinte minutos, aquellos pilotos que terminaron en decimosexto puesto o más atrás fueron eliminados. La segunda ronda duró quince minutos, al final de los cuales, los diez coches más rápidos accedieron a la última sesión con el fin de determinar sus posiciones en la parrilla de salida de la carrera. Aquellos monoplazas que no accediesen a esta ronda final podrían rellenar con combustible sus depósitos antes de la carrera, mientras que los que sí que consiguieron llegar, no. De este modo, los pilotos que luchasen por una posición de entre las diez primeras lo harían con una carga superior a la que habían llevado en los dos periodos previos.
| Estoy muy contento con este resultado, no solo por mí, sino también por el equipo al completo. Hasta el momento, el fin de semana está yendo realmente bien pero, lógicamente, todavía tenemos que afrontar la carrera, la cual es la parte más importante y en la que puede ocurrir cualquier cosa. Si no ganase, estaría obviamente un poco desilusionado, pero lo más importante es terminar la carrera y traer a casa el máximo número de puntos, porque realmente los necesitamos. —Kimi Räikkönen, tras la tercera sesión de la clasificación. |

Räikkönen obtuvo la pole número doscientos para el equipo Ferrari, con un tiempo de 1:16:449. Su compañero Massa le acompañó en la primera línea de la parrilla. Alonso calificó tercero, después de que Hamilton fuera sancionado y quedase relegado hasta la decimotercera posición; Jarno Trulli, con su Toyota, obtuvo la cuarta posición. Kovalainen habría empezado desde la quinta posición, pero fue sancionado con cinco plazas por bloquear a Webber durante la clasificación, de modo que su posición de salida sería la décima. Kubica, Webber, David Coulthard, Timo Glock y Piquet completaron las diez primeras posiciones. Heidfeld realizó la undécima vuelta más rápida, seguido de Vettel, Hamilton y Bourdais. Rosberg fue el próximo más rápido, pero, a causa de la penalización de diez puestos que había recibido en la anterior carrera, perdió la posición con su compañero Kazuki Nakajima, que ocupó finalmente el decimoquinto puesto de la parrilla. Las últimas cuatro posiciones fueron para los pilotos de Honda y Force India. Button realizó un mejor tiempo que Barrichello durante la clasificación, el cual fue seguido de Fisichella y Sutil. No obstante, Barrichello cayó hasta la última posición por cambiar la caja de cambios. Por su parte, tanto Fisichella como Sutil avanzaron dos posiciones por las sanciones que habían recibido Barrichello y Rosberg, que saldría desde el penúltimo lugar.

### Carrera

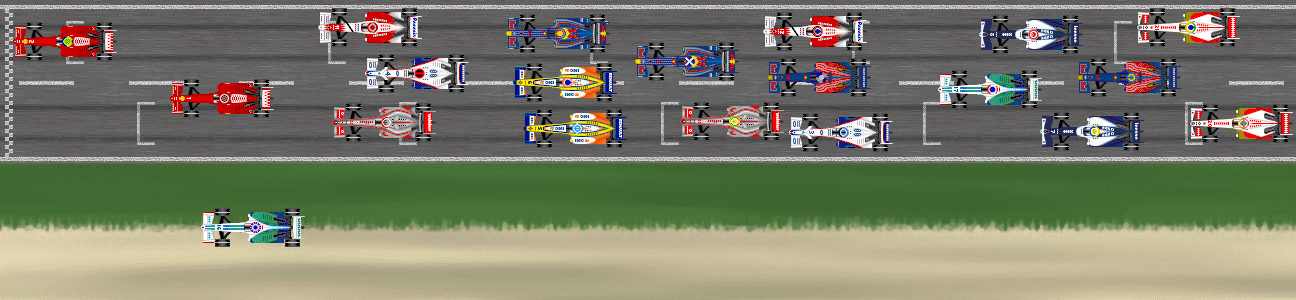
Resultados de la carrera del GP de Francia de 2008.

La pista se encontraba seca antes del inicio de la carrera, aunque el cielo estaba cubierto; las predicciones meteorológicas habían previsto lluvia para los momentos finales de la misma. La mayoría de los pilotos que comenzaban desde las primeras posiciones habían decidido usar el compuesto de ruedas más duro. Como esa mañana había llovido, el agua había retirado parte de la goma que había en la pista, por lo que el graining podría ser un problema. En caso de que apareciese esta complicación, el compuesto de neumáticos más adecuado sería el duro. Räikkönen realizó una buena salida y mantuvo la primera posición; Massa, que salía desde la segunda, hizo lo propio. Tanto Trulli como Kubica rebasaron a Alonso, que había comenzado en el tercer puesto, para colocarse tercero y cuarto, respectivamente. No obstante, el piloto de Renault consiguió recuperar un puesto con Kubica a la salida de la primera curva. Glock también realizó un buen inicio y se colocó sexto después de adelantar a Webber. En la entrada de la primera curva, Button se tocó con Bourdais, lo que hizo que se dañara la parte delantera del Honda. Hamilton, que había obtenido el decimotercer puesto en la sesión de clasificación, adelantó a varios pilotos y se colocó décimo al final de la primera vuelta.

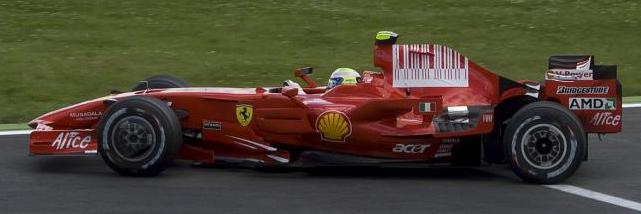
Felipe Massa, piloto de Ferrari, fue el ganador de la carrera, lo que hizo que se colocara en el primer puesto del Campeonato de pilotos por primera vez en su carrera deportiva.

Al final de la primera vuelta, Räikkönen lideraba la carrera, seguido de Massa, Trulli, Alonso, Kubica, Glock y Webber. En el quinto giro, Hamilton le adelantó a Kovalainen para colocarse en la novena posición. En esa misma vuelta, Button se vio obligado a realizar una parada no prevista en su estrategia para poder reparar el daño que había sufrido su coche en el incidente de la primera curva con Bourdais. Esto hizo que el piloto se colocase en las últimas posiciones del grupo. Al final de la décima vuelta, Räikkönen tenía una ventaja de 3,2 segundos sobre Massa, que estaba a su vez 8,5 segundos por delante de Trulli. Tres vueltas después, Hamilton fue sancionado con un drive-through por haber recortado la séptima curva de la primera vuelta, lo que le había proporcionado algo de ventaja. Cumplió la sanción inmediatamente y se reincorporó en la decimotercera posición. Durante las siguientes vueltas, los corredores de Ferrari continuaron ampliando su diferencia con el tercer clasificado, Trulli, marcando tiempos de vuelta un segundo más rápidos que los del Toyota. En la vuelta dieciséis, Räikkönen marcó la vuelta rápida de la carrera, 1:16.630, ampliando la ventaja sobre su compañero de equipo. Algo más atrás, Alonso, que se encontraba cuarto, realizó su primera parada en boxes y salió a la pista en la duodécima posición. Varios pilotos consiguieron doblar a Button, quien finalmente se retiró en la vuelta diecisiete a causa de los daños sufridos en la primera vuelta, los cuales habían sido irreparables.

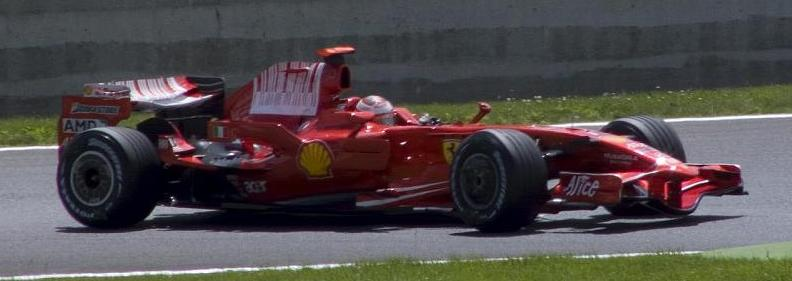
Kimi Räikkönen, compañero de equipo de Massa, tuvo que conformarse con la segunda posición después de tener que bajar el ritmo por un problema con el tubo de escape.

En la vuelta veinte, Trulli y Kubica realizaron sus pit stops. Räikkönen y Massa también pasaron por sus garajes en las dos vueltas siguientes. Para la trigésima vuelta, Räikkönen había abierto una brecha de 6,6 segundos sobre Massa, mientras Trulli se mantenía en la tercera posición, a medio minuto del piloto brasileño. Justo antes de alcanzar el ecuador de la carrera, el ritmo de Räikkönen bajó y Massa consiguió adelantarle en la vuelta 39. Tras el paso por línea de meta, el finlandés explicó que su falta de ritmo se había debido a la rotura de su tubo de escape derecho, lo que había propiciado una pérdida de potencia por parte del motor del vehículo. Mientras tanto, Kovalainen, que rodaba en el séptimo puesto, pasó a Webber y se colocó sexto.
Ya en la vuelta 46, Massa había conseguido una ventaja de diez segundos de diferencia con su compañero. En el mismo giro, Kubica, que era cuarto, inició la segunda ronda de paradas. Trulli realizó su pit stop en la vuelta cincuenta y Räikkönen y Kovalainen, dos más tarde. Massa, por su parte, la hizo en la vuelta 54, y regresó al trazado con una ventaja de 13,4 segundos. Trulli se mantuvo tercero pero Kovalainen, que había sido capaz de adelantar a varios pilotos gracias a las paradas, estaba justo detrás de él. En la vuelta 55, comenzó a llover ligeramente. Aunque continuó lloviendo durante varios minutos, la lluvia no fue lo suficientemente fuerte como para convertirse en un problema para los participantes. En la vuelta 58, Kovalainen se encontraba justo detrás de Trulli. Poco después, el tubo de escape que se había roto en el monoplaza de Räikkönen se desprendió totalmente. Sin embargo, el piloto finlandés decidió continuar y sus tiempos no empeoraron. Mientras tanto, Kovalainen siguió intentando encontrar un hueco para adelantar a Trulli, pero no pudo intentarlo hasta la penúltima vuelta de la carrera. No obstante, el piloto italiano supo cerrarle el hueco y mantuvo su posición.
Massa cruzó la línea de meta en primera posición, seguido de Räikkönen, que terminó dieciocho segundos después. Trulli mantuvo su tercer puesto y obtuvo su primer podio desde el Gran Premio de España de 2005 y el primero del equipo Toyota desde el Gran Premio de Australia del año siguiente. Kovalainen acabó en la cuarta posición, seguido de Kubica, Webber y Piquet, que obtuvo sus primeros puntos en la Fórmula 1. Alonso, Coulthard, Hamilton, Glock, Vettel, Heidfeld y los doblados Barrichello, Nakajima, Rosberg, Bourdais, Fisichella y Sutil fueron los demás pilotos en terminar.

### Tras la carrera

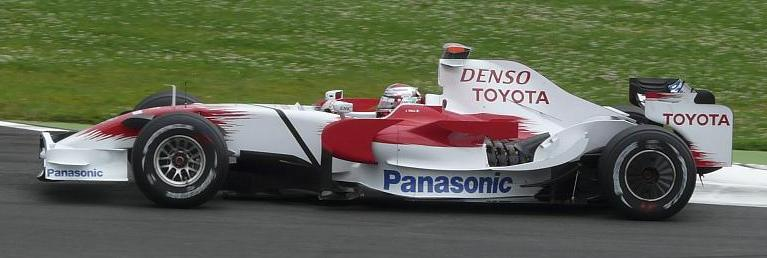
Jarno Trulli consiguió el primer podio de Toyota desde el Gran Premio de Australia de 2006.

Massa, encantado con la victoria, dijo: «Una magnífica carrera, un gran resultado. La victoria la ha propiciado el problema que tuvo Kimi Räikkönen con su coche y con la calma con la que él estaba conduciendo, habría sido difícil para mí adelantarle en la pista. Habría estado contento con la segunda posición pero, lógicamente, la victoria me hace aún más feliz». Tras la carrera, Räikkönen comentó:

Obviamente, estoy un poco decepcionado porque esperaba ganar. Desafortunadamente, el tubo de escape derecho se ha roto en el ecuador de la carrera y el motor ha perdido mucha energía, especialmente en las rectas que se encontraban a la salida de una curva lenta. Después de unas pocas vueltas, la situación ha parecido mejorar, pero hasta el final de la carrera he corrido el riesgo de abandonar. Este tipo de cosas puede ocurrir y tengo que intentar sacarle el lado positivo: ocho puntos son una buena suma y el doblete del equipo, un buen resultado. Por suerte, he liderado bien la carrera durante la primera parte y tengo que agradecer que el coche fuese realmente competitivo.

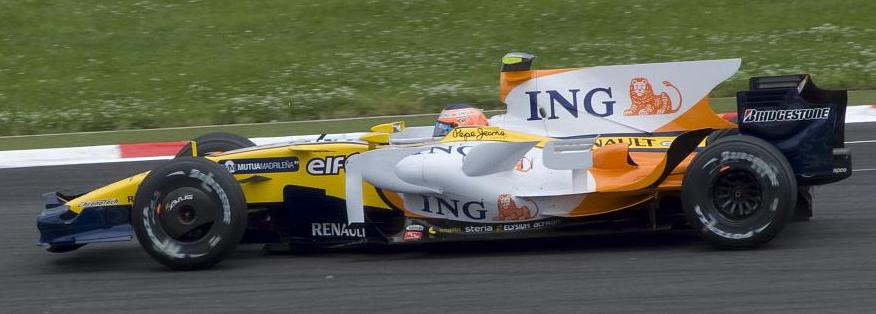
Nelson Piquet, Jr. consiguió sus primeros puntos en la Fórmula 1 en la que era su octava carrera.

Trulli, por su parte, dijo: «La de hoy ha sido una gran carrera, además de dura. Hemos conseguido mantener un buen ritmo, a pesar de que hemos tenido que luchar con varios pilotos que eran más rápidos que nosotros. He tenido que luchar muy duro pero eso es lo que la gente debería esperar tanto de mí como de Toyota». Hamilton habló acerca de su penalización, un drive through que le obligó a pasar por la calle de boxes: «La penalización ha sido excesiva: pensaba que ya le había adelantado a Vettel completamente y que estaba por delante cuando he cogido la curva. Pero estaba en la parte exterior y no he podido girar por si ambos chocábamos. Después he perdido el control de la parte trasera del monoplaza y me he salido de la pista».
Después de haber conseguido la victoria de BMW Sauber en la carrera anterior, su director, Mario Theissen, señaló que «a lo largo de todo el fin de semana, no nos ha ido bien», mientras que el piloto Heidfield dijo que era un «resultado decepcionante». Alonso comentó que se sentía decepcionado con su salida. El director del equipo Red Bull, Christian Horner, resaltó que la principal causa de su mal resultado había sido la mala salida que ambos habían realizado. Button, que tuvo que retirarse de la carrera, habló acerca de su colisión: «Había hecho una buena salida y estaba a la par de Bourdais. Creía que iba a realizar una trazada cerrada en la primera curva y cerrarme el paso, por lo que me he puesto detrás de él. Desafortunadamente, le he golpeado en la parte trasera en la frenada. He podido sentir que había algo roto en la parte delantera del coche porque salía algo de aire, pero podía conducir el monoplaza y, como estaba entre las últimas posiciones, he decidido continuar. Hemos reemplazado el alerón delantero pero los deflectores laterales del coche se habían desgarrado, de modo que este se ha vuelto imposible de conducir y me he visto obligado a retirarme». Piquet obtuvo sus primeros puntos en la Fórmula. Dijo que estaba muy contento y esperaba que el equipo «continuase de ese modo durante el resto de la temporada».
Con estos resultados, Massa se colocó líder del Campeonato de pilotos por primera vez en su carrera deportiva, con 48 puntos, relegando del puesto a Kubica, que se quedó con dos puntos menos. Räikkönen, con 43, aventajó a Hamilton en cinco puntos. Heidfeld, por su parte, se mantuvo en la quinta posición. Antes del comienzo de la carrera, Ferrari tenía una ventaja de solo tres puntos sobre el equipo BMW en el Mundial de constructores, pero, tras la misma, tomó una diferencia más cómoda de diecisiete puntos. A pesar de que McLaren consiguió recortarle un punto a BMW, aún se encontraba en la tercera posición, con dieciséis puntos menos.

## Entrenamientos libres

### Primeros libres
Resultados
| Pos. | N.º | Piloto            | Equipo/Motor     | Tiempo   |
| ---- | --- | ----------------- | ---------------- | -------- |
| 1    | 2   | Felipe Massa      | Ferrari          | 1:15.306 |
| 2    | 22  | Lewis Hamilton    | McLaren-Mercedes | 1:16.002 |
| 3    | 23  | Heikki Kovalainen | McLaren-Mercedes | 1:16.055 |
| 4    | 1   | Kimi Räikkönen    | Ferrari          | 1:16.073 |
| 5    | 4   | Robert Kubica     | BMW Sauber       | 1:16.377 |

Fuente: F1.com

### Segundos libres
Resultados
| Pos. | N.º | Piloto           | Equipo/Motor       | Tiempo   |
| ---- | --- | ---------------- | ------------------ | -------- |
| 1    | 5   | Fernando Alonso  | Renault            | 1:15.778 |
| 2    | 2   | Felipe Massa     | Ferrari            | 1:15.854 |
| 3    | 1   | Kimi Räikkönen   | Ferrari            | 1:15.999 |
| 4    | 22  | Lewis Hamilton   | McLaren-Mercedes   | 1:16.232 |
| 5    | 15  | Sebastian Vettel | Toro Rosso-Ferrari | 1:16.298 |

Fuente: F1.com

### Terceros libres
Resultados
| Pos. | N.º | Piloto             | Equipo/Motor       | Tiempo   |
| ---- | --- | ------------------ | ------------------ | -------- |
| 1    | 6   | Nelson Piquet, Jr. | Renault            | 1:15.750 |
| 2    | 10  | Mark Webber        | Red Bull-Renault   | 1:15.759 |
| 3    | 15  | Sebastian Vettel   | Toro Rosso-Ferrari | 1:15.827 |
| 4    | 7   | Nico Rosberg       | Williams-Toyota    | 1:15.974 |
| 5    | 1   | Kimi Räikkönen     | Ferrari            | 1:16.003 |

Fuente: F1.com

## Clasificación

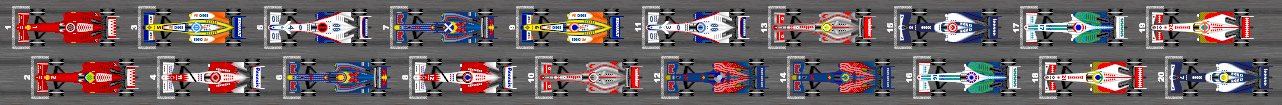
Clasificación final para la carrera.

Resultados
| Pos. | N.º | Piloto               | Equipo/Motor        | Parte 1  | Parte 2  | Parte 3  | Parrilla |
| ---- | --- | -------------------- | ------------------- | -------- | -------- | -------- | -------- |
| 1    | 1   | Kimi Räikkönen       | Ferrari             | 1:15.133 | 1:15.161 | 1:16.449 | 1        |
| 2    | 2   | Felipe Massa         | Ferrari             | 1:15.024 | 1:15.041 | 1:16.490 | 2        |
| 3    | 22  | Lewis Hamilton       | McLaren-Mercedes    | 1:15.634 | 1:15.293 | 1:16.693 | 13       |
| 4    | 5   | Fernando Alonso      | Renault             | 1:15.754 | 1:15.483 | 1:16.840 | 3        |
| 5    | 11  | Jarno Trulli         | Toyota              | 1:15.521 | 1:15.362 | 1:16.920 | 4        |
| 6    | 23  | Heikki Kovalainen    | McLaren-Mercedes    | 1:15.965 | 1:15.639 | 1:16.944 | 10       |
| 7    | 4   | Robert Kubica        | BMW Sauber          | 1:15.687 | 1:15.723 | 1:17.037 | 5        |
| 8    | 10  | Mark Webber          | Red Bull-Renault    | 1:16.020 | 1:15.488 | 1:17.233 | 6        |
| 9    | 9   | David Coulthard      | Red Bull-Renault    | 1:15.802 | 1:15.654 | 1:17.426 | 7        |
| 10   | 12  | Timo Glock           | Toyota              | 1:15.727 | 1:15.558 | 1:17.596 | 8        |
| 11   | 6   | Nelson Piquet Jr.    | Renault             | 1:15.848 | 1:15.770 |          | 9        |
| 12   | 3   | Nick Heidfeld        | BMW Sauber          | 1:16.006 | 1:15.786 |          | 11       |
| 13   | 15  | Sebastian Vettel     | Toro Rosso-Ferrari  | 1:15.918 | 1:15.816 |          | 12       |
| 14   | 14  | Sébastien Bourdais   | Toro Rosso-Ferrari  | 1:16.072 | 1:16.045 |          | 14       |
| 15   | 7   | Nico Rosberg         | Williams-Toyota     | 1:16.085 | 1:16.235 |          | 19       |
| 16   | 8   | Kazuki Nakajima      | Williams-Toyota     | 1:16.243 |          |          | 15       |
| 17   | 16  | Jenson Button        | Honda               | 1:16.306 |          |          | 16       |
| 18   | 17  | Rubens Barrichello   | Honda               | 1:16.330 |          |          | 20       |
| 19   | 21  | Giancarlo Fisichella | Force India-Ferrari | 1:16.971 |          |          | 17       |
| 20   | 20  | Adrian Sutil         | Force India-Ferrari | 1:17.053 |          |          | 18       |

## Carrera
Resultados
| Pos. | N.º | Piloto               | Equipo/Motor        | Vueltas | Tiempo/Retirado | Parrilla | Puntos |
| ---- | --- | -------------------- | ------------------- | ------- | --------------- | -------- | ------ |
| 1    | 2   | Felipe Massa         | Ferrari             | 70      | 1:31:50.245     | 2        | 10     |
| 2    | 1   | Kimi Räikkönen       | Ferrari             | 70      | +17.984         | 1        | 8      |
| 3    | 11  | Jarno Trulli         | Toyota              | 70      | +28.250         | 4        | 6      |
| 4    | 23  | Heikki Kovalainen    | McLaren-Mercedes    | 70      | +28.929         | 10       | 5      |
| 5    | 4   | Robert Kubica        | BMW Sauber          | 70      | +30.512         | 5        | 4      |
| 6    | 10  | Mark Webber          | Red Bull-Renault    | 70      | +40.304         | 6        | 3      |
| 7    | 6   | Nelson Piquet Jr.    | Renault             | 70      | +41.033         | 9        | 2      |
| 8    | 5   | Fernando Alonso      | Renault             | 70      | +43.372         | 3        | 1      |
| 9    | 9   | David Coulthard      | Red Bull-Renault    | 70      | +51.021         | 7        |        |
| 10   | 22  | Lewis Hamilton       | McLaren-Mercedes    | 70      | +54.538         | 13       |        |
| 11   | 12  | Timo Glock           | Toyota              | 70      | +57.700         | 8        |        |
| 12   | 15  | Sebastian Vettel     | Toro Rosso-Ferrari  | 70      | +58.065         | 12       |        |
| 13   | 3   | Nick Heidfeld        | BMW Sauber          | 70      | +1:02.079       | 11       |        |
| 14   | 17  | Rubens Barrichello   | Honda               | 69      | +1 vuelta       | 20       |        |
| 15   | 8   | Kazuki Nakajima      | Williams-Toyota     | 69      | +1 vuelta       | 15       |        |
| 16   | 7   | Nico Rosberg         | Williams-Toyota     | 69      | +1 vuelta       | 19       |        |
| 17   | 14  | Sébastien Bourdais   | Toro Rosso-Ferrari  | 69      | +1 vuelta       | 14       |        |
| 18   | 21  | Giancarlo Fisichella | Force India-Ferrari | 69      | +1 vuelta       | 17       |        |
| 19   | 20  | Adrian Sutil         | Force India-Ferrari | 69      | +1 vuelta       | 18       |        |
| Ret  | 16  | Jenson Button        | Honda               | 16      | Colisión        | 16       |        |

## Clasificación tras la carrera
| Pos. | Piloto         | Puntos | Cambios       |
| ---- | -------------- | ------ | ------------- |
| 1    | Felipe Massa   | 48     | Crecimiento   |
| 2    | Robert Kubica  | 46     | Decrecimiento |
| 3    | Kimi Räikkönen | 43     | Crecimiento   |
| 4    | Lewis Hamilton | 38     | Decrecimiento |
| 5    | Nick Heidfeld  | 28     | Sin cambios   |

| Pos. | Constructor      | Puntos | Cambios     |
| ---- | ---------------- | ------ | ----------- |
| 1    | Ferrari          | 91     | Sin cambios |
| 2    | BMW Sauber       | 74     | Sin cambios |
| 3    | McLaren-Mercedes | 58     | Sin cambios |
| 4    | Red Bull-Renault | 24     | Sin cambios |
| 5    | Toyota           | 23     | Sin cambios |

### Citas
1. ↑  «2008 FIA Formula One World Championship» (en inglés). Formula One Management. Archivado desde el original el 8 de octubre de 2014. Consultado el 19 de marzo de 2013.
2. ↑  «Así será el calendario de la temporada 2008 de Fórmula 1». Motor Spain. Consultado el 19 de marzo de 2013.
3. ↑  «2008 Grand Prix de France - Carrera». Formula One Management. 11 de mayo de 2008. Archivado desde el original el 8 de noviembre de 2014. Consultado el 17 de marzo de 2013.
4. 1 2  «2008 Grand Prix de France - Clasificación». Formula One Management. 10 de mayo de 2008. Consultado el 17 de marzo de 2013.
5. ↑  «Trulli overjoyed with podium» (en inglés). Sky Sports. 22 de junio de 2008. Consultado el 19 de marzo de 2013.
6. ↑  Matt Beer (1 de julio de 2007). «Raikkonen leads Ferrari 1-2 in France». Autosport (en inglés). Haymarket Publications. Consultado el 15 de enero de 2015.
7. ↑  «Temporada 2008 de Fórmula 1 - Pilotos». Europa Press. Consultado el 21 de marzo de 2013.
8. 1 2  «Temporada 2008 de Fórmula 1 - Equipos». Europa Press. Consultado el 21 de marzo de 2013.
9. ↑  Henry, 2008, p. 171.
10. ↑  Henry, 2008, pp. 160-161.
11. 1 2 3  Pablo Elizalde (18 de junio de 2008). «Massa wary of McLaren, BMW threat». Autosport (en inglés). Haymarket Publications. Consultado el 13 de octubre de 2013.
12. ↑  «No French GP in 2008?» (en inglés). GrandPrix.com. 29 de marzo de 2007. Consultado el 15 de octubre de 2013.
13. ↑  Pablo Elizalde (15 de octubre de 2008). «FFSA cancels 2009 French Grand Prix». Autosport (en inglés). Haymarket Publications. Consultado el 13 de octubre de 2013.
14. 1 2 3 4 5  Pablo Elizalde (8 de junio de 2008). «Hamilton, Rosberg hit with grid penalty». Autosport (en inglés). Haymarket Publications. Consultado el 13 de octubre de 2013.
15. 1 2  Charles Bradley y Pablo Elizalde (8 de junio de 2008). «McLaren disappointed with 'severe' penalty». Autosport (en inglés). Haymarket Publications. Consultado el 13 de octubre de 2013.
16. ↑  Pablo Elizalde (20 de junio de 2008). «Rosberg says penalty was deserved». Autosport (en inglés). Haymarket Publications. Consultado el 13 de octubre de 2013.
17. 1 2  Pablo Elizalde (19 de junio de 2008). «Rosberg says penalty was deserved». Autosport (en inglés). Haymarket Publications. Consultado el 13 de octubre de 2013.
18. ↑  Edd Straw (19 de junio de 2008). «Piquet aims to reverse form in France». Autosport (en inglés). Haymarket Publications. Consultado el 17 de octubre de 2013.
19. ↑  Edd Straw (19 de junio de 2008). «Theissen not expecting repeat win». Autosport (en inglés). Haymarket Publications. Consultado el 17 de octubre de 2013.
20. 1 2  «BMW Sauber F1.08 - front-wing development» (en inglés). Formula One Management. 24 de junio de 2008. Archivado desde el original el 15 de octubre de 2012. Consultado el 17 de octubre de 2013.
21. 1 2  «Ferrari F2008 - revised front wing» (en inglés). Formula One Management. 22 de junio de 2008. Archivado desde el original el 15 de octubre de 2012. Consultado el 17 de octubre de 2013.
22. ↑  «McLaren MP4-23 - front-wing development» (en inglés). Formula One Management. 22 de junio de 2008. Archivado desde el original el 15 de octubre de 2012. Consultado el 17 de octubre de 2013.
23. ↑  «Toyota TF108 - front-wing development» (en inglés). Formula One Management. 21 de junio de 2008. Archivado desde el original el 18 de agosto de 2011. Consultado el 17 de octubre de 2013.
24. ↑  «Ferrari show off radical new nose cone». Autosport (en inglés). Haymarket Publications. 14 de abril de 2008. Consultado el 17 de octubre de 2013.
25. ↑  «Williams FW30 - front sidepod winglets» (en inglés). Formula One Management. 23 de junio de 2008. Archivado desde el original el 6 de octubre de 2012. Consultado el 17 de octubre de 2013.
26. 1 2  «Red Bull RB4 - bridge wing modifications» (en inglés). Formula One Management. 23 de junio de 2008. Archivado desde el original el 15 de octubre de 2012. Consultado el 21 de octubre de 2013.
27. 1 2 3  «2008 Formula One Sporting Regulations» (en inglés). Federación Internacional del Automóvil. 19 de mayo de 2008. Consultado el 9 de septiembre de 2013.
28. 1 2  Matt Beer (20 de junio de 2008). «Massa quickest in practice 1 - France». Autosport (en inglés). Haymarket Publications. Consultado el 9 de septiembre de 2013.
29. 1 2 3  Matt Beer (20 de junio de 2008). «Alonso tops second practice in France». Autosport (en inglés). Haymarket Publications. Consultado el 9 de septiembre de 2013.
30. 1 2 3  Matt Beer (21 de junio de 2008). «Piquet fastest in final practice - France». Autosport (en inglés). Haymarket Publications. Consultado el 9 de septiembre de 2013.
31. ↑  «France Saturday quotes: Ferrari». Autosport (en inglés). Haymarket Publications. 21 de junio de 2013. Consultado el 9 de septiembre de 2013.
32. 1 2 3 4 5 6 7 8 9  Matt Beer (21 de junio de 2008). «Raikkonen on Ferrari's 200th pole - France». Autosport (en inglés). Haymarket Publications. Consultado el 10 de septiembre de 2013.
33. ↑  «Kovalainen penalised for impeding». Autosport (en inglés). Haymarket Publications. 21 de junio de 2008. Consultado el 10 de septiembre de 2013.
34. ↑  «Barrichello gets gearbox change penalty». Autosport (en inglés). Haymarket Publications. 22 de junio de 2008. Consultado el 18 de octubre de 2013.
35. 1 2 3 4  Geoff Creighton y Emlyn Hughes (22 de junio de 2008). «As it happened: Raceday at Magny Cours». Autosport (en inglés). Haymarket Publications. Consultado el 11 de octubre de 2013.
36. ↑  Manu Albarrán (15 de octubre de 2012). «Fórmula 1: el graining, la enfermedad de los neumáticos que puede hacer a Alonso campeón». La información. Archivado desde el original el 13 de noviembre de 2014. Consultado el 11 de julio de 2014.
37. 1 2 3 4 5 6 7 8 9 10 11 12 13 14 15 16 17 18 19 20 21 22 23 24 25 26 27  «Race Facts» (en inglés). Federación Internacional del Automóvil. 22 de junio de 2008. Archivado desde el original el 22 de mayo de 2009. Consultado el 11 de octubre de 2013.
38. 1 2  «French GP - Sunday - Team Quotes» (en inglés). GrandPrix.com. 22 de junio de 2008. Archivado desde el original el 22 de mayo de 2009. Consultado el 11 de octubre de 2013.
39. ↑  «It all goes wrong for Hamilton in Magny-Cours» (en inglés). Formula One Management. 22 de junio de 2008. Archivado desde el original el 5 de octubre de 2012. Consultado el 11 de octubre de 2013.
40. ↑  «Trulli overjoyed with podium» (en inglés). Sky Sports. 22 de junio de 2013. Consultado el 11 de octubre de 2013.
41. 1 2 3 4  «Massa wins French Grand Prix». The Independent. 22 de junio de 2008. Archivado desde el original el 23 de julio de 2009. Consultado el 7 de julio de 2014.
42. 1 2 3 4 5 6 7 8 9  «French GP - Sunday - Team Quotes» (en inglés). GrandPrix.com. 22 de junio de 2008. Archivado desde el original el 22 de mayo de 2009. Consultado el 13 de mayo de 2009.
43. 1 2 3  Henry, 2008, pp. 170-171
44. ↑  «Grand Prix de France 2008 - Primeros entrenamientos libres». Formula One Management. 20 de junio de 2008. Archivado desde el original el 8 de noviembre de 2014. Consultado el 18 de octubre de 2013.
45. ↑  «Grand Prix de France 2008 - Segundos entrenamientos libres». Formula One Management. 20 de junio de 2008. Archivado desde el original el 8 de noviembre de 2014. Consultado el 18 de octubre de 2013.
46. ↑  «Grand Prix de France 2008 - Terceros entrenamientos libres». Formula One Management. 21 de junio de 2008. Consultado el 18 de octubre de 2013.